# حارة عدن (صنعاء)
عدن هي إحدى حارات حي القابل بمدينة الروضة شمال العاصمة اليمنية "صنعاء"، بلغ تعداد سكانها 164 نسمة حسب تعداد اليمن لعام 2004.